# Ким Уджин (певец)
Ким Уджин (кор. 김우진?, 金宇珍?; род. 8 апреля 1997, Пучхон, Кёнгидо), более известный как Уджин (кор. 우진) — южнокорейский певец и актёр. Являлся участником бой-бэнда Stray Kids, сформированного в 2017 году лейблом JYP Entertainment.
Подписал контракт с 10x Entertainment с целью начать сольную карьеру. В процессе перехода к сольной деятельности возникли обвинения в сексуальных домогательствах со стороны анонимных пользователей в Твиттере, которые были отвергнуты Уджином. Проведённое расследование выявило различные формы фальсификаций со стороны обвинителей. После ухода из Stray Kids продолжил свою карьеру, подписав контракт с 10x Entertainment. В августе 2021 года выпустил свой дебютный мини-альбом The Moment: A Minor с заглавным синглом «Ready Now».

## Биография
Ким Уджин родился 8 апреля 1997 года в городе Пучхон, провинция Кёнгидо, Республика Корея. Окончил Сеульскую школу исполнительских искусств. Был стажёром в SM Entertainment в течение года, где он репетировал с другими учениками, которые впоследствии дебютировали в составе NCT.

### Карьера
11 октября 2017 года Уджин был представлен как стажёр лейбла JYP Entertainment. Участвовал в реалити-шоу Stray Kids с целью стать участником будущего одноимённого бой-бэнда в качестве вокалиста. В разгар соревнований группа выпустила сингл «Hellevator» в цифровых музыкальных магазинах 1 ноября. Состав из девяти участников был подтверждён в финальном эпизоде реалити-шоу, и 8 января 2018 года коллектив выпустил свой пре-дебютный мини-альбом Mixtape с заглавным синглом «Beware». Их официальный дебютный мини-альбом I Am Not с ведущим синглом «District 9» был выпущен 26 марта 2018 года. 28 октября 2019 года лейбл JYP Entertainment опубликовало заявление об уходе Уджина из Stray Kids и разрывом контракта в связи с его личными обстоятельствами.
Ким опубликовал пост в недавно созданном аккаунте Instagram в январе 2020 года с фразой «Ким Уджин перезапускает». В мае он провёл встречу с фанатами и в августе подписал контракт с недавно созданным лейблом 10x Entertainment в качестве первого артиста в списке лейбла. В преддверии своего сольного альбома Уджин выпустил пре-дебютный цифровой сингл «Still Dream» 8 июля 2021 года. Его дебютный мини-альбом The Moment: A Minor и его главный сингл «Ready Now» были выпущены 8 августа. В ноябре он предоставил песню «Because It’s You» для саундтрека к телесериалу Let Me Be Your Knight. Был выбран в веб-фильме 3.5th Period в роли «милого, красивого парня» Ли Ханика и в декабре вносил свой вклад в трек «Timeless» для его саундтрека.
Ким отправился в свой первый мировой тур под названием «Still Dream», который начнется в июле 2022 года в Европе. Он сыграл главную роль в предстоящем романтическом фэнтезийном сериале HBO Max «Мой волшебный шкаф», став первым южнокорейским актёром, который будет задействован в глобальном проекте компании, сериал выходил в эфир в 2023 году.
30 августа 2023 года, спустя 2 года после дебюта в 10x Entertainment, он возвращается с новым альбомом The Moment: Bounce (美成年) с "On My Way" в качестве заглавного трека. Клип на "Say Something To Me" был предварительно выпущен 4 августа 2023 года.
16 февраля 2024 года стало известно, что Уджин собирается выпустить новый альбом и что KMR, дочерняя компания SM Entertainment, приобрела эксклюзивные права на контракт с артистом Ким Уджином, когда в прошлом году приобрела бизнес 10X Entertainment.
18 марта 2024 года дочерняя компания SM Entertainment и KMR официально объявила, что Ким Уджин теперь будет продвигаться под крылом продюсерского лейбла Kustomade.
Спустя 8 месяцев, после альбома The Moment: Bounce (美成年), 22 апреля 2024 года он возвращается с третьим мини-альбомом 'I LIKE THE WAY'  и одноименной заглавной песней.
В июле того же года стало известно, что в рамках тура KIM WOOJIN : I LIKE THE WAY in Russia Уджин выступит в Санкт-Петербурге и в Москве. После он отправился в Мексику в рамках тура KIM WOOJIN : I LIKE THE WAY in Latin America.

### Армия
Приостановив свою музыкальную деятельность, 20 января 2025 года ушел в армию, где после прохождения курса молодого бойца будет служить в армейском оркестре.

## Критика

### Обвинения
В сентябре 2020 года Уджин был обвинён в сексуальных домогательствах неизвестными девушками на платформе Твиттер. Одна из обвинительниц утверждала, что, несмотря на отказ от его подхода, Ким пыталась прикоснуться к ней и её подруге. В другом случае пользователь утверждал, что встретил Уджина в баре 29 апреля. Она утверждала, что после того, как он отверг его словесные и физические домогательства, он обругал её. Пользователь загрузил фотографию бутылок с алкоголем между ней и торсом мужчины напротив неё, которого она опознала как Уджина. Она указала на фотографию в Instagram из его аккаунта, на которой он был одет в соответствующую серую толстовку, которую он опубликовал в день, когда якобы произошёл инцидент. Уджин отверг обвинения, заявив, что он «даже никогда не встречался с этим человеком» и «никогда не был в местах, которые они упомянули». Уджин подал иск в Управление столичной полиции Сеула против лиц за клевету.
Расследование установило, что спиртным на фотографии был виски Glenburgie, который продавался в Республике Корея с конца 2019 года, и помог сузить круг поиска из-за его ограниченной доступности в то время. В ходе поиска по хэштегам Instagram под названием этого виски они смогли идентифицировать исходную публикацию с фотографией. Было установлено, что изображение было взято из аккаунта, который не имел никакого отношения к Уджину. После получения записей видеонаблюдения из бара с той ночи был сделан вывод, что фотография, сделанная 31 августа 2020 года, принадлежит одному из двух мужчин за столом, ни один из которых не был Уджин. Расследование также установило, что один из обвинителей, который был анти-фанатом, распространяющим клевету, и человек, который распространил обвинения, оба были гражданами Бразилии. В июле 2021 года лейбл 10x Entertainment опубликовал документальный фильм под названием «Finger Killer», в котором рассматриваются ложные обвинения в сексуальных домогательствах, выдвинутые против Уджина.

## Дискография

### Альбомы
| Название                     | Информация об альбоме | Высшие позиции в рейтинге | Продажи     |
| Название                     | Информация об альбоме | KOR                       | Продажи     |
| ---------------------------- | --- | ------------------------- | ----------- |
| The Moment: A Minor (未成年) | - Дата выпуска: August 5, 2021 - Лейблы: 10x, Genie Music, Stone Music - Формат: Цифровая загрузка, стриминг                              | 7                         | KOR: 15,448 |
| The Moment: Bounce (美成年)  | - Дата выпуска: August 30, 2023 - Лейблы: 10x, Genie Music, Stone Music - Формат: Цифровая загрузка, стриминг                             | 18                        | KOR: 5,841  |
| I Like the Way               | - Дата выпуска: April 22, 2024 - Лейблы: Kustomade, Kreation Music Rights, Genie Music, Stone Music - Формат: Цифровая загрузка, стриминг | 7                         | KOR: 35,742 |

### Синглы
| Название              | Год  | Альбом                       |
| --------------------- | ---- | ---------------------------- |
| «Still Dream»         | 2021 | The Moment: 未成年, a minor. |
| «Ready Now»           | 2021 | The Moment: 未成年, a minor. |
| «Say Something To Me» | 2023 | The Moment: 美成年, Bounce.  |
| «On My Way»           | 2023 | The Moment: 美成年, Bounce.  |
| «I Like the Way»      | 2024 | I Like The Way               |
| «5AM»                 | 2025 | Не альбомный сингл           |

### Саундтреки
| Название           | Год  | Альбом                    |
| ------------------ | ---- | ------------------------- |
| «Because It’s You» | 2021 | Let Me Be Your Knight OST |
| «Timeless»         | 2021 | 3.5th Period OST          |
| «In the End»       | 2022 | Reborn Rich OST Part 5    |
| «Dive»             | 2023 | King the Land OST Part 4  |
| «Vroom»            | 2023 | Além do Guarda-Roupa OST  |
| «Worlds Apart»     | 2023 | Além do Guarda-Roupa OST  |
| «Time Bomb»        | 2023 | Além do Guarda-Roupa OST  |